# ハリソン郡区 (アイオワ州アデア郡)
ハリソン郡区（英語：Harrison Township）は、アメリカ合衆国アイオワ州アデア郡にある17の郡区の一つである。2000年の国勢調査では人口171人。

## 地理
ハリソン郡区の面積は92.9平方キロメートル（35.87平方マイル）で、郡区内に基礎自治体はない。アメリカ地質調査所によると、この郡区には2つの墓地がある（FairviewおよびRoberts）。